# اچ‌ام‌کیواس ماسکیتو
اچ‌ام‌کیواس ماسکیتو (به انگلیسی: HMQS Mosquito) یک کشتی بود که طول آن ۶۳ فوت (۱۹ متر) بود. این کشتی در سال ۱۸۸۴ ساخته شد.